# Llista dels àcids grassos saturats
| Nom comú               | Nom IUPAC               | Fórmula semidesenvolupada | Codi de lípid |
| ---------------------- | ----------------------- | ------------------------- | ------------- |
| Àcid propiònic         | Àcid propanoic          | CH3CH2COOH                | C3:0          |
| Àcid butíric           | Àcid butanoic           | CH3(CH2)2COOH             | C4:0          |
| Àcid valèric           | Àcid pentanoic          | CH3(CH2)3COOH             | C5:0          |
| Àcid caproic           | Àcid hexanoic           | CH3(CH2)4COOH             | C6:0          |
| Àcid enàntic           | Àcid heptanoic          | CH3(CH2)5COOH             | C7:0          |
| Àcid caprílic          | Àcid octanoic           | CH3(CH2)6COOH             | C8:0          |
| Àcid pelargònic        | Àcid nonanoic           | CH3(CH2)7COOH             | C9:0          |
| Àcid càpric            | Àcid decanoic           | CH3(CH2)8COOH             | C10:0         |
| Àcid undecílic         | Àcid undecanoic         | CH3(CH2)9COOH             | C11:0         |
| Àcid làuric            | Àcid dodecanoic         | CH3(CH2)10COOH            | C12:0         |
| Àcid tridecílic        | Àcid tridecanoic        | CH3(CH2)11COOH            | C13:0         |
| Àcid mirístic          | Àcid tetradecanoic      | CH3(CH2)12COOH            | C14:0         |
| Àcid pentadecílic      | Àcid pentadecanoic      | CH3(CH2)13COOH            | C15:0         |
| Àcid palmític          | Àcid hexadecanoic       | CH3(CH2)14COOH            | C16:0         |
| Àcid margàric          | Àcid heptadecanoic      | CH3(CH2)15COOH            | C17:0         |
| Àcid esteàric          | Àcid octadecanoic       | CH3(CH2)16COOH            | C18:0         |
| Àcid nonadecílic       | Àcid nonadecanoic       | CH3(CH2)17COOH            | C19:0         |
| Àcid araquídic         | Àcid icosanoic          | CH3(CH2)18COOH            | C20:0         |
| Àcid heneicosílic      | Àcid heneicosanoic      | CH3(CH2)19COOH            | C21:0         |
| Àcid behènic           | Àcid docosanoic         | CH3(CH2)20COOH            | C22:0         |
| Àcid tricosílic        | Àcid tricosanoic        | CH3(CH2)21COOH            | C23:0         |
| Àcid lignocèric        | Àcid tetracosanoic      | CH3(CH2)22COOH            | C24:0         |
| Àcid pentacosílic      | Àcid pentacosanoic      | CH3(CH2)23COOH            | C25:0         |
| Àcid ceròtic           | Àcid hexacosanoic       | CH3(CH2)24COOH            | C26:0         |
| Àcid carbocèric        | Àcid heptacosanoic      | CH3(CH2)25COOH            | C27:0         |
| Àcid montànic          | Àcid octacosanoic       | CH3(CH2)26COOH            | C28:0         |
| Àcid nonacosílic       | Àcid nonacosanoic       | CH3(CH2)27COOH            | C29:0         |
| Àcid melíssic          | Àcid triacontanoic      | CH3(CH2)28COOH            | C30:0         |
| Àcid hentriacontílic   | Àcid hentriacontanoic   | CH3(CH2)29COOH            | C31:0         |
| Àcid laccèric          | Àcid dotriacontanoic    | CH3(CH2)30COOH            | C32:0         |
| Àcid psíl·lic          | Àcid tritriacontanoic   | CH3(CH2)31COOH            | C33:0         |
| Àcid gèddic            | Àcid tetratriacontanoic | CH3(CH2)32COOH            | C34:0         |
| Àcid ceroplàstic       | Àcid pentatriacontanoic | CH3(CH2)33COOH            | C35:0         |
| Àcid hexatriacontílic  | Àcid hexatriacontanoic  | CH3(CH2)34COOH            | C36:0         |
| Àcid heptatriacontílic | Àcid heptatriacontanoic | CH3(CH2)35COOH            | C37:0         |
| Àcid octatriacontílic  | Àcid octatriacontanoic  | CH3(CH2)36COOH            | C38:0         |
| Àcid nonatriacontílic  | Àcid nonatriacontanoic  | CH3(CH2)37COOH            | C39:0         |
| Àcid tetracontílic     | Àcid tetracontanoic     | CH3(CH2)38COOH            | C40:0         |